# Musicà
Musicà (Musicanus, sànscrit Mûshika) fou un rei de la regió de l'Indus, del qual la capital era probablement propera a Bukkur.
Quan Alexandre el Gran s'acostava a la zona (325 aC) va decidir presentar-se al conqueridor i fer un humil acte de submissió i entregar-li valuosos regals. Alexandre el va rebre amistosament i el va confirmar com a rei del país, que era molt fèrtil i ric. Quan Alexandre va sortir i va marxar contra Porticà (Porticanus), el rei fou induït a revoltar-se per la pressió dels bramans. Alexandre va enviar contra ell un exèrcit sota el comandament de Pitó, que va assolar el país, va entrar a les ciutats que foren destruïdes i on va quedar guarnició, i va fer presoner Musicà i els principals brahmins. Alexandre els va fer crucificar.
El curiós nom de Musicà podria derivar de Moosh; Quint Curti Ruf anomena musicani el poble.